# 2976 Лаутаро
2976 Лаутаро (2976 Lautaro) — астероїд головного поясу, відкритий 22 квітня 1974 року.
Тіссеранів параметр щодо Юпітера — 3,120.